# Ankenbuck
Ankenbuck was een concentratiekamp in nazi-Duitsland. Het kamp was gelegen tussen Donaueschingen en Bad Dürrheim in het zuidwesten van Duitsland. Het concentratiekamp werd in 1933 in gebruik genomen en deed slechts één jaar dienst.
Nadat de NSDAP aan macht was gekomen in Duitsland, wilde men direct een concentratiekamp in Ankenbuck oprichten. De eerste gevangenen kwamen eind april of begin mei aan in Ankenbuck. Alle gevangenen waren op politieke gronden naar Ankenbuck gebracht. Het overgrote deel was lid van de Kommunistische Partei Deutschlands, maar ook enkele leden van de Sozialdemokratische Partei Deutschlands werden gevangengezet. Gemiddeld zaten er tussen de tachtig en honderd gevangenen in Ankenbuck. De gevangenen moesten werken in de landbouw en werden opgedragen te helpen bij het aanleggen van wegen. Gemiddeld moesten ze tien uur per dag werken. Op 12 maart 1934 besloten de Duitsers het concentratiekamp te sluiten. Alle gevangenen werden overgeplaatst naar concentratiekamp Kislau.

## Huidige staat
Tegenwoordig kan men de plaats waar het concentratiekamp vroeger was bezoeken. Er staan nog veel voormalige kampgebouwen overeind.
Alfabetisch op naam.  Indien een kamp meerdere rollen had, staat het in de "hoogste" groep.
Zie ook: Lijst van naziconcentratiekampen · Jappenkampen in Nederlands-Indië · Lijst van jappenkampen